# Fortsetzungslemma
Das Fortsetzungslemma (englisch Extension Lemma) ist ein Lehrsatz, der dem Übergangsfeld der beiden mathematischen Teilgebiete Topologie und Funktionalanalysis zuzurechnen ist. Das Lemma behandelt die grundlegende Frage der Fortsetzung stetiger Funktionale auf gewissen topologischen Räumen und ist daher verwandt mit (und sogar eine Folgerung aus) dem Fortsetzungssatz von Tietze.

## Formulierung
Das Lemma lässt sich wie folgt formulieren:
Gegeben seien ein vollständig regulärer topologischer Raum {\displaystyle X\neq \emptyset } und darin  eine kompakte Teilmenge {\displaystyle T\subseteq X}.
Es seien dabei {\displaystyle C(X,\mathbb {K} )} und {\displaystyle C(T,\mathbb {K} )} die zugehörigen Funktionenräume der stetigen Funktionale von {\displaystyle X} beziehungsweise {\displaystyle T} in den Grundkörper {\displaystyle \mathbb {K} }, welcher entweder der Körper der reellen Zahlen oder der Körper der komplexen Zahlen sein soll, jeweils versehen mit der durch die Betragsfunktion {\displaystyle |\cdot |} erzeugten topologischen Struktur.
Dann gilt:
 Zu jedem Funktional {\displaystyle f\in C(T,\mathbb {K} )} gibt es ein Funktional {\displaystyle F\in C(X,\mathbb {K} )} mit
 (i) {\displaystyle F|_{T}=f}.
 (ii) {\displaystyle \sup _{t\in T}{|f(t)|}=\sup _{x\in X}{|F(x)|}}.

## Beweisskizze
In der in Rede stehenden Situation betrachtet man {\displaystyle X} als Teilraum seiner Stone-Čech-Kompaktifizierung {\displaystyle \beta {X}} und wendet den Tietze'schen Fortsetzungssatz an, dabei berücksichtigend, dass {\displaystyle X} ein Hausdorff-Raum ist und {\displaystyle T} als kompakter Teilraum sowohl von {\displaystyle X} als auch von {\displaystyle \beta {X}} dort zu den abgeschlossenen Mengen zählt.

## Anmerkung
Klaus Jänich benutzt in seiner Topologie im Zusammenhang mit dem Fortsetzungssatz von Tietze ebenfalls das Stichwort Lemma, indem er vom Tietzeschen Erweiterungslemma spricht. Das oben formulierte Fortsetzungslemma und das Tietzesche Erweiterungslemma fallen jedoch nicht zusammen.